# Cristina Simion

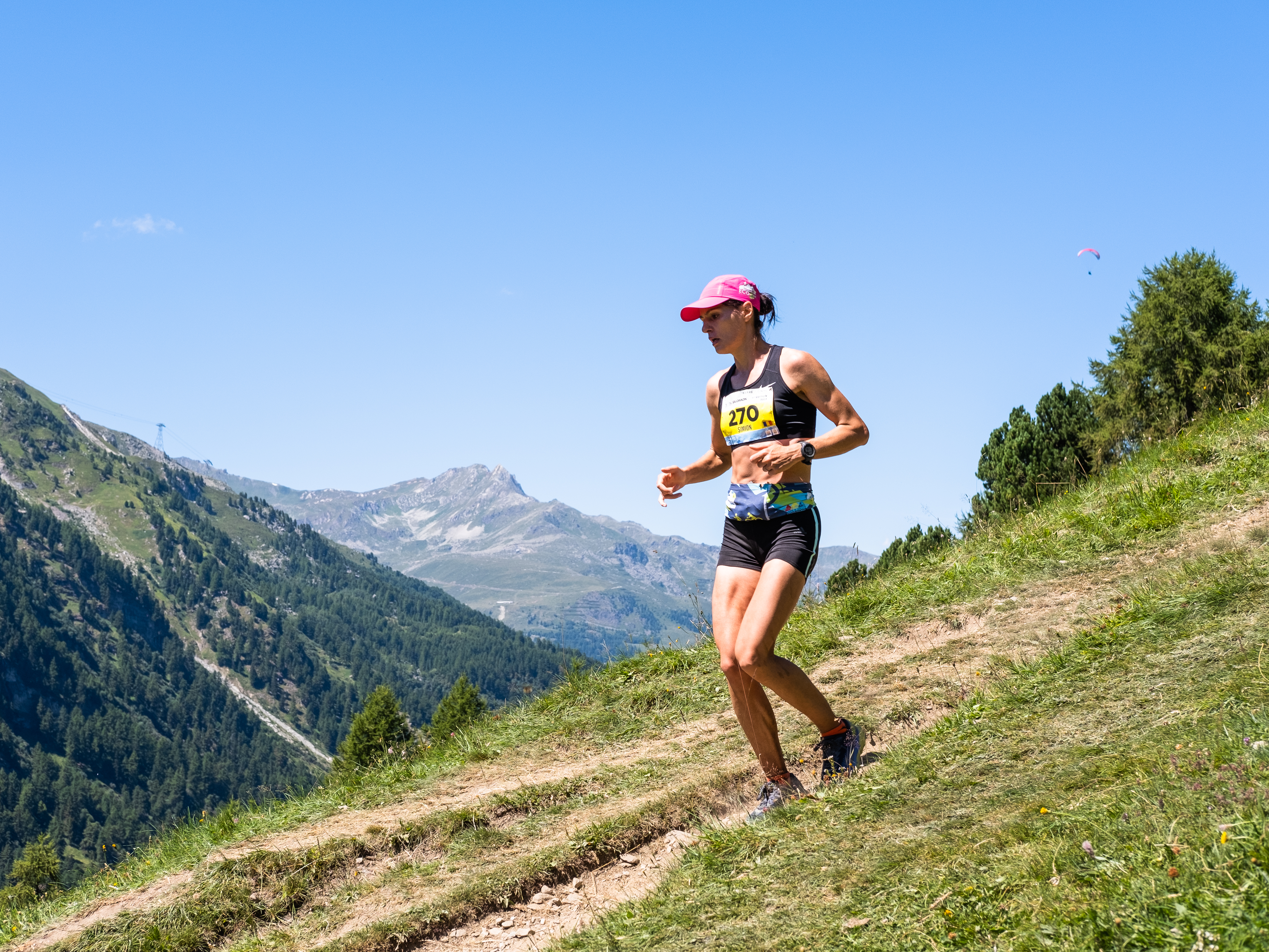
La cursă montană Sierre–Zinal (2024)

Cristina Simion (născută Negru, n. 20 noiembrie 1991, Comănești, România) este o alergătoare română.

## Carieră
Ea a fost remarcată, când avea 15 ani, la un concurs la Comănești de către antrenorul Gheorghe Ardeleanu. La Campionatul European de alergare montană de juniori (U20) din 2010 de la Sapareva Banea s-a clasat pe locul 11, iar cu echipa României (Denisa Dragomir, Laura Popescu) a obținut medalia de bronz. În același an a ajuns pe locul 5 la Campionatul Mondial de alergare montană de juniori (U20) de la Kamnik, și cu echipa (Denisa Dragomir, Elena Pănăeț) a devenit vicecampioană mondială.
La Campionatul European de tineret (U23) din 2013 de la Tampere s-a clasat pe locul 19 în proba de 10 000 metri. În anul 2016 ea a obținut medalia de bronz la Campionatul European de Cros de la Chia cu echipa, alături de Ancuța Bobocel, Roxana Bârcă, Paula Todoran. În următorul an româncele au luat medalia de argint la Campionatul European de Cros de la Šamorín. La Cupa Europeană de 10.000 m din 2018 de la Londra ele au obținut din nou medalia de argint.
La Campionatul Mondial de alergare montană din 2019 de la Villa la Angostura, Argentina, Cristina Simion a devinit campioană mondială, iar cu echipa României (Denisa Dragomir, Mădălina Florea, Andreea Pîșcu) a obținut medalia de bronz. Apoi a fost numită cea mai bună atletă română al anului de Federația Română de Atletism.
În 2024 ea a obținut locul zece la Campionatul European de Alergare Montană de la Annecy, iar cu echipa României (Mădălina Florea, Andreea Pîșcu, Maria Magdalena Bosînceanu) a câștigat medalia de bronz.

## Realizări
| An   | Competiție                                        | Locație                       | Loc | Eveniment          | Note     |
| ---- | ------------------------------------------------- | ----------------------------- | --- | ------------------ | -------- |
| 2007 | Campionatul European de Cros (sub 20)             | Toro, Spania                  | 68  | 4,2 km             | 15:42    |
| 2007 | Campionatul European de Cros (sub 20)             | Toro, Spania                  | 9   | echipe             | 15:42    |
| 2010 | Campionatul European de Alergare Montană (sub 20) | Sapareva Banea, Bulgaria      | 11  | 4,6 km             | 20:18    |
| 2010 | Campionatul European de Alergare Montană (sub 20) | Sapareva Banea, Bulgaria      | 3   | echipe             | 20:18    |
| 2010 | Campionatul Mondial de Alergare Montană (sub 20)  | Kamnik, Slovenia              | 5   | 4,5 km             | 26:01    |
| 2010 | Campionatul Mondial de Alergare Montană (sub 20)  | Kamnik, Slovenia              | 2   | echipe             | 26:01    |
| 2011 | Campionatul European de Alergare Montană (sub 20) | Bursa, Turcia                 | 1   | 3,5 km             | 21:43    |
| 2011 | Campionatul European de Alergare Montană (sub 20) | Bursa, Turcia                 | 2   | echipe             | 21:43    |
| 2013 | Campionatul European de Tineret (sub 23)          | Tampere, Finlanda             | 19  | 10 000 m           | 37:50,84 |
| 2015 | Campionatul European de Cros                      | Hyères, Franța                | 29  | 8,087 km           | 27:09    |
| 2015 | Campionatul European de Cros                      | Hyères, Franța                | 6   | echipe             | 27:09    |
| 2016 | Campionatul European de Cros                      | Chia, Italia                  | 27  | 7,97 km            | 26:44    |
| 2016 | Campionatul European de Cros                      | Chia, Italia                  | 3   | echipe             | 26:44    |
| 2017 | Campionatul European de Cros                      | Šamorín, Slovacia             | 16  | 8,23 km            | 27:58    |
| 2017 | Campionatul European de Cros                      | Šamorín, Slovacia             | 2   | echipe             | 27:58    |
| 2018 | Campionatul Mondial de Semimaraton                | Valencia, Spania              | 68  | semimaraton        | 1:15:15  |
| 2018 | Campionatul Mondial de Semimaraton                | Valencia, Spania              | 11  | echipe             | 1:15:15  |
| 2018 | Cupa Europeană de 10 000 m                        | Londra, Marea Britanie        | 29  | 10 000 m           | 33:17,61 |
| 2018 | Cupa Europeană de 10 000 m                        | Londra, Marea Britanie        | 2   | echipe             | 33:17,61 |
| 2018 | Campionatul European de Cros                      | Tilburg, Olanda               | 46  | 8,3 km             | 28:11    |
| 2018 | Campionatul European de Cros                      | Tilburg, Olanda               | 9   | echipe             | 28:11    |
| 2019 | Cupa Europeană de 10 000 m                        | Londra, Marea Britanie        | 37  | 10 000 m           | 33:41,02 |
| 2019 | Campionatul Mondial de Alergare Montană           | Villa la Angostura, Argentina | 1   | 41,5 km (+-2184 m) | 3:49:57  |
| 2019 | Campionatul Mondial de Alergare Montană           | Villa la Angostura, Argentina | 3   | echipe             | 3:49:57  |
| 2024 | Campionatul European de Alergare Montană          | Annecy, Franța                | 10  | 7,6 km             | 55:10    |
| 2024 | Campionatul European de Alergare Montană          | Annecy, Franța                | 4   | echipe             | 55:10    |
| 2024 | Campionatul European de Alergare Montană          | Annecy, Franța                | 17  | 16,5 km (+-960 m)  | 1:29:17  |
| 2024 | Campionatul European de Alergare Montană          | Annecy, Franța                | 3   | echipe             | 1:29:17  |

## Recorduri personale
| Probă          | Performanță | Dată             | Locație     |
| -------------- | ----------- | ---------------- | ----------- |
| 5000 m         | 16:26,88    | 8 iunie 2019     | Cluj-Napoca |
| 10000 m        | 33:20,97    | 19 mai 2018      | Londra      |
| 10 km          | 34:26       | 21 aprilie 2019  | București   |
| Semimaraton    | 1:15:15     | 24 martie 2018   | Valencia    |
| 3000 m în sală | 9:27,29     | 1 februarie 2015 | București   |